# Abbott (Texas)
Pour les articles homonymes, voir Abbott.
Abbott est une municipalité américaine du comté de Hill, au Texas, principalement connue pour être le lieu de naissance du chanteur de country Willie Nelson.
Sa population s’élevait à 365 habitants lors du recensement de 2010.

## Histoire
La fondation d'Abbott remonte à 1871, en tant qu'arrêt de train de la voie ferrée du Missouri-Kansas-Texas Railroad, et nommée en l'honneur de l'homme politique texan Joseph « Jo » Abbott (15 janvier 1840 — 11 février 1908), ancien officier confédéré durant la Guerre de Sécession et député de la zone à la Législature d'État du Texas.

## Géographie
Situé sur l'Interstate 35 et localisée au point 31°53′2″N 97°4′32″W (31.883865, -97.075680), Abott a une superficie de 0,6 square miles (1,6 km2) selon le Bureau du recensement des États-Unis.

## Démographie
Abott a connu un pic de population à 713 habitants en 1914 et n'a fait que décliner ensuite, avec des sursauts non durables dans les années 50 puis 70, mais augmente à nouveau depuis la fin des années 90, début des années 2000.
| Population municipale   | Population municipale | Population municipale | Population municipale |
| Année                   | Pop.                  |                       | ± %                   |
| ----------------------- | --------------------- | --------------------- | --------------------- |
| 1920                    | 303                   |                       | —                     |
| 1930                    | 326                   |                       | +7,6 %                |
| 1940                    | 264                   |                       | −19,0 %               |
| 1950                    | 345                   |                       | +30,7 %               |
| 1960                    | 289                   |                       | −16,2 %               |
| 1970                    | 375                   |                       | +29,8 %               |
| 1980                    | 359                   |                       | −4,3 %                |
| 1990                    | 314                   |                       | −12,5 %               |
| 2000                    | 321                   |                       | +2,2 %                |
| 2010                    | 356                   |                       | +10,9 %               |
| 2014 (est.)             | 358                   |                       | +0,6 %                |
| US Recensement décennal |                       |                       |                       |

Au recensement de 2000, Abott comptait environ 320 personnes, réparties en 124 ménages et 89 familles sur 144 unités de logement, pour une densité de population de 518 personnes par mile carré (199,7 km2). La composition ethnique de la ville était de 96,00 % de Blancs, 1,00 % d'Afro-américains, 3,00 % autres.
Parmi les 124 ménages, 29,8 % avaient des enfants de moins de 18 ans vivant avec eux, 62,9 % étaient des couples mariés vivant ensemble, 6,5 % comptaient une femme au foyer sans mari et 28,2 % n'étaient pas des familles. 27,4 % des ménages étaient composés d'un seul individu et 16,9 % d'une personne seule âgée de 65 ans ou plus. La moyenne était de 2,42 individus par ménage et 2,97 par famille.

## Population
La répartition de la population par tranches d'âge était de 21,3 % de moins de 18 ans, 6,7 % de 18 à 24 ans, 28,3 % de 25 à 44 ans, 20,3 % de 45 à 64 ans et 23,3 % de 65 ans ou plus, pour un âge médian de 40 ans. On compte alors 87,5 hommes pour 100 femmes et 88,8 hommes pour 100 femmes de 18 ans et plus.
Le revenu médian des ménages de la ville était de 37 917 $ et le revenu médian d'une famille de 55 625 $. Les hommes avaient un revenu médian de 38 750 $ contre 20 000 $ pour les femmes. Le revenu par habitant de la ville était de 19 062 $. Environ 6,0 % des familles et 8,2 % de la population vivaient sous le seuil de pauvreté, dont 2,7 % des moins de 18 ans et 13,0 % des 65 ans ou plus.
En 2010, Abbott avait une population estimée de 356 habitants. La composition ethnique était de 91,0 % de blancs non hispaniques, 2,0 % de noirs ou afro-américains, 1,1 % d'amérindiens, 0,3 % d'asiatiques, 0,3 % déclarant deux races ou plus et 6,5 % d'hispaniques ou latinos.

## Célébrités
Abott est le lieu de naissance de l'auteur-compositeur-interprète de country Willie Nelson et de sa sœur, la pianiste Bobbie Nelson.

## Éducation
Abbott fait partie du district scolaire indépendant d'Abbott et abrite les Panthers du lycée Abbott. En 2015, la ville accueillait ainsi 300 élèves de la pré-maternelle à la 12e année (classe terminale).